# LTO Noord
LTO Noord is de Nederlandse organisatie die de belangen van de agrarische sector en betrokken boeren, tuinders en ondernemers in noord Nederland behartigt. Het werkgebied van LTO Noord wordt gevormd door de 9 noordelijke provincies.
In totaal zijn 22.000 agrarische ondernemers aangesloten bij LTO Noord.
Behalve voor belangenbehartiging  van en dienstverlening voor de  aangesloten organisaties voert LTO Noord krachtige lobby. Ook ontwikkelt LTO Noord projecten en programma's ter ondersteuning van de verdere ontwikkeling van de landbouw en het toekomstbestendig maken van  boerenbedrijven.
Bij LTO Noord werken circa 166 mensen. 
| Naam            | Periode    |
| --------------- | ---------- |
| Siem Jan Schenk | 2011-2015  |
| Jakob Bartelds  | 2016-2019  |
| Dirk Bruins     | 2019-heden |

Samen met ZLTO en de Limburgse Land- en Tuinbouwbond vormt LTO Noord  LTO.

## Website
- https://www.ltonoord.nl/